# 赛巴斯托城战役
赛巴斯托城战役（英語：Battle of Sebastopolis）指的是692年东罗马帝国同伍麦叶王朝之间在赛巴斯托城发生的一次战役。战争终结了两国自680年以来的和平。
战役双方是穆罕默德·伊本·马尔万领导的伍麦叶军队；利昂提奥斯领导的东罗马军队，其中包括尼博洛斯率领的3万斯拉夫人。阿拉伯人把条约副本悬挂于旗帜上，表达他们的愤怒。
虽然战斗一开始东罗马人显现了胜利的希望，然而叛逃的2万多名斯拉夫人最终导致了东罗马军队的失败。 一说查士丁尼二世在尼科米底亚湾屠杀了剩余的斯拉夫人，包括妇女和儿童, 但是现代学者并不认为这是一个可靠的记载。

## 脚注
1. ↑  Brooks, E.W., "The Successors of Heraclius to 717" in The Cambridge Medieval History, vol. 2(Cambridge University Press, 1957), 407.
2. ↑  Ostrogorsky, George, History of the Byzantine state,(Rutgers University Press, 1969), 131.
3. 1 2  Hendy, Michael F., Studies in the Byzantine Monetary Economy C. 300-1450, (Cambridge University Press, 2008), 631.
4. 1 2  Haldon, John F., Byzantium in the seventh century, (Cambridge University Press, 1997), 72.